# 守口市市民球場
守口市市民球場（もりぐちし・しみんきゅうじょう）は、大阪府守口市の大枝公園内にある野球場。守口市が運営管理を行っていた。

## 概要
主として少年野球、軟式野球、ソフトボールの試合・練習に使用されている。グラウンドサイズの問題上硬式野球は使用不可。
2016年6月をもって、大枝公園の再整備の実施に伴い一旦野球場の利用を終了。2018年ごろに全面人工芝の新球場として生まれ変わる予定で、その際はサッカー・ラグビーにも対応した球技場の機能も併設する予定。なお、市民球場以外の大枝公園周辺地域も2018年度までに順次整備し、相撲場、テニスコート、児童遊具施設の整備などを予定している

## 施設概要
- グラウンド面積：12,572m2
- 両翼：90m、中堅：110m
- 内野：クレー舗装、外野：天然芝
- スコアボード：パネル式（得点表示のみ）
- 照明設備：なし
- 収容人員：1,500人（内野ネット裏:座席、1・3塁側:芝生席、外野:スタンドなし）

## 交通
- 京阪本線・守口市駅南口から徒歩約10分